# Valjoie
Valjoie, (en italien Valgioie) est une commune italienne de la ville métropolitaine de Turin dans la région Piémont en Italie.

## Géographie
Elle fait partie des Vallées arpitanes du Piémont.

## Administration
| Période                                  | Période  | Identité                  | Étiquette | Qualité |
| ---------------------------------------- | -------- | ------------------------- | --------- | ------- |
| 14 juin 2004                             | En cours | Giovanni Giuseppe Turello | civica    |         |
| Les données manquantes sont à compléter. |          |                           |           |         |

### Communes limitrophes
Saint-Ambroise, L'Écluse, Veillane, Coazze, Giaveno